# Chelodamus
Genre
Synonymes
- Ancalochernes Beier, 1932
- Pseudozaona Beier, 1932

Chelodamus est un genre de pseudoscorpions de la famille des Chernetidae.

## Distribution
Les espèces de ce genre se rencontrent au Mexique, au Belize et au Costa Rica.

## Liste des espèces
Selon Pseudoscorpions of the World (version 3.0) :
- Chelodamus atopus Chamberlin, 1925
- Chelodamus mexicanus (Beier, 1932)
- Chelodamus mexicolens Chamberlin, 1925
- Chelodamus uniformis (Banks, 1913)

## Publication originale
- Chamberlin, 1925 : Diagnoses of new American Arachnida. Bulletin of the Museum of Comparative Zoology, vol. 67, p. 211-248 (texte intégral).